# Calao à joues brunes
Bycanistes cylindricus
Espèce
Synonymes
- Ceratogymna cylindricus

Statut de conservation UICN

 VU A2cd+3cd+4cd : Vulnérable
Le Calao à joues brunes (Bycanistes cylindricus) est une espèce d'oiseau de la famille des Bucerotidae.

## Répartition
Son aire de répartition s'étend sur la Guinée, le Liberia, le Sierra Leone, la Côte d'Ivoire, le Ghana et le Togo.